# ULS Airlines Cargo
ULS Airlines Cargo (anteriormente Kuzu Airlines Cargo) es una aerolínea de carga con sede en Estambul, Turquía. Opera servicios de carga internacional desde su base principal en el Aeropuerto Internacional Atatürk.

## Historia
La aerolínea fue fundada a principios de 2004 e inició operaciones en junio del mismo año. Fue nombrada originalmente Baron Hava Kargo, pero fue rebautizada y renombrada como Kuzu Airlines Cargo en octubre de 2004. En la actualidad es propiedad del grupo ULS (Universal Logistics Systems) y a junio de 2009 tenía 220 empleados. Durante finales de 2008 y principios de 2009, se agregaron tres aviones Airbus A310 a la flota, procedentes de Emirates SkyCargo. En julio de 2009, Kuzu Airlines Cargo cambió oficialmente su nombre por el de ULS Airlines Cargo bajo un nuevo certificado de operador aéreo.

## Destinos
ULS Airlines Cargo opera vuelos regulares de carga desde su base principal al aeropuerto de Tallin en Estonia, así como a destinos en el subcontinente, el Lejano Oriente y Oriente Medio, Europa, África y América del Norte. También sirve una serie de destinos internacionales a través de acuerdos con otras aerolíneas.

## Flota

### Flota Actual

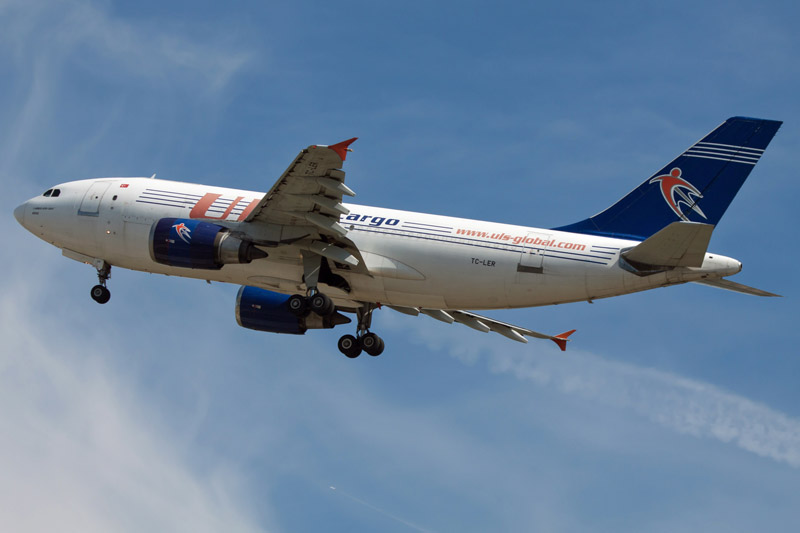
Airbus A310 de ULS Cargo

A mayo de 2022, la flota de ULS Airlines Cargo consta de los siguientes aviones de carga:
| Aeronave         | En servicio | Órdenes | Capacidad de carga | Notas |
| ---------------- | ----------- | ------- | ------------------ | ----- |
| Airbus A310-300F | 3           | —       | 40 000 kg          |       |
| Airbus A330-300F | 1           | -       |                    |       |
| Total            | 3           | 1       |                    |       |

La flota de la aerolínea posee a mayo de 2022 una edad media de 30.5 años.